# SZSZV–33 Ural
Az SZSZV–33 Ural (orosz betűkkel: ССВ–33 Урал) a Szovjet Haditengerészet, majd az Orosz Haditengerészet 1941 Tyitan (NATO-kódja: Kapusta class) típusú atommeghajtású rádióelektronikai felderítő és parancsnoki hajója volt. Hadrendi jelzése 2000-ig SZSZV–33 (SZSZV – szudno szvjazi, magyarul: távközlési hajó) volt, majd ezt követően 694 lett. Az 1941-es típus egyetlen megépült egysége. Feladatkörébe az elektronikus felderítés, űreszközök és az Egyesült Államok ballisztikusrakéta-indításainak megfigyelése, valamint katonai távközlési feladatok tartoztak. Ez a Szovjetunióban és Oroszországban ezidáig épített legnagyobb felszíni atommeghajtású hajó. Pályafutása során egyetlen óceáni bevetést hajtott végre, amikor 1989-ben Leningrádból áthajózott a csendes-óceáni állomáshelyére, a Tyihookeanszkij (napjainkban: Fokino) melletti haditengerészeti bázisra. A hajót ezt követően többször már nem futott ki a nyílt tengerre, csak a kikötő környéki öblökben tett kisebb meg kisebb utakat. A Fokinóban horgonyzó hajó azonban az 1990-es évek elején még használták eredeti feladatkörében a Csendes-óceán északi térségének megfigyelésére. Az egyre romló állapotú hajón több tűzeset is történt. A használhatatlanná vált hajót 2001-ben kivonták a szolgálatból, majd döntés született a szétbontásáról. 2008-ban a hajót átadták a Zvezda hajógyárnak. Pénzhiány miatt a hajó bontása azonban több évet csúszott. Végül 2016-ban vontatták el a hajógyárba, ahol 2018 végéig szétbontották.